# 全日本アマチュア野球王座決定戦
全日本アマチュア野球王座決定戦（ぜんにほんアマチュアやきゅうおうざけっていせん）は、かつて行われていた日本の野球大会である。全日本アマチュア野球連盟主催。
全日本大学野球選手権大会の優勝校と社会人野球日本選手権大会の優勝チームが対戦、事実上アマチュア野球の日本一決定戦として行なわれた。しかし社会人の代表が秋に行なわれる日本選手権の優勝チームである一方で、大学の代表が春に行なわれる全日本大学野球選手権の優勝チームであることの時期的な問題点（条件がアンフェアである）と、それでもなお、大学側としては大学野球の実質的な秋の大学日本一を争う明治神宮野球大会の優勝校を出場させるわけには行かない事情（あくまでその年の大学野球日本一の決定戦は全所属連盟に出場権がある大学選手権という位置づけ）もあり、さらにその明治神宮大会と開催時期が近いという事情が現場の不評を買うことになり、1997年限りで廃止された。
当時、社会人野球は金属バットを使用しており大学チームも使用が認められていた。ほかに指名打者制も採用された。
試合は第1回から第6回まで、NHK教育テレビで中継された。

## 全成績
| 回 | 年度   | 開催日   | 大学         | スコア  | 社会人         | 球場 | 最高殊勲選手 | 敢闘賞   |
| -- | ------ | -------- | ------------ | ------- | -------------- | ---- | ------------ | -------- |
| 1  | 1991年 | 11月16日 | 東北福祉大学 | 2 - 11  | 日本石油       | 神宮 | 徳永耕治     | 金本知憲 |
| 2  | 1992年 | 11月15日 | 駒澤大学     | 4 - 9   | 東芝           | 神宮 | 高見泰範     | 山下晃永 |
| 3  | 1993年 | 11月21日 | 青山学院大学 | 13 - 15 | 住友金属       | 神宮 | 松本尚樹     | 木下郁   |
| 4  | 1994年 | 11月13日 | 駒澤大学     | 3 - 1   | 日本通運       | 神宮 | 河原純一     | 宮下森   |
| 5  | 1995年 | 11月12日 | 法政大学     | 0 - 8   | 三菱自動車川崎 | 神宮 | 玉木重雄     | 副島孔太 |
| 6  | 1996年 | 11月10日 | 青山学院大学 | 6 - 5   | 住友金属       | 横浜 | 澤崎俊和     | 後山聡   |
| 7  | 1997年 | 11月8日  | 近畿大学     | 5 - 4   | 三菱重工神戸   | 日生 | 清水章夫     | 新井正広 |